# 黒子村
黒子村（くろごむら）は茨城県真壁郡にかつて存在した村である。

## 地理
- 現在の筑西市の南部、旧関城町の東部に位置する。
- 村は小貝川の西岸に位置する。
- 村域は台地と平地が入り組む谷戸が多い地形になっている。

## 歴史

### 村名の由来
大字黒子に天台宗の巨刹・千妙寺があり、黒子の名が知られていたため。

### 村域の変遷
- 1889年（明治22年）4月1日 - 町村制施行により、黒子村、木戸村、梶内村、西保末村、辻村、井上村、中村新田、稲荷新田が合併し真壁郡黒子村が発足。
- 1956年（昭和31年）8月1日 - 黒子村は関本町・河内村とともに合併し関城町が発足。黒子村は消滅。

変遷表
| 1868年 以前 | 1868年 以前 | 明治22年 4月1日 | 昭和31年 8月1日 | 平成17年 3月28日 | 現在   |
| ----------- | ----------- | --------------- | --------------- | ---------------- | ------ |
|             | 黒子村      | 黒子村          | 関城町          | 筑西市           | 筑西市 |
|             | 木戸村      | 黒子村          | 関城町          | 筑西市           | 筑西市 |
|             | 梶内村      | 黒子村          | 関城町          | 筑西市           | 筑西市 |
|             | 西保末村    | 黒子村          | 関城町          | 筑西市           | 筑西市 |
|             | 稲荷新田    | 黒子村          | 関城町          | 筑西市           | 筑西市 |
|             | 辻村        | 黒子村          | 関城町          | 筑西市           | 筑西市 |
|             | 井上村      | 黒子村          | 関城町          | 筑西市           | 筑西市 |
|             | 中村新田    | 黒子村          | 関城町          | 筑西市           | 筑西市 |

## 大字
- 黒子（くろご）
- 木戸（きど）
- 梶内（かじうち）
- 西保末（にしほずえ）
- 稲荷新田（いなりしんでん）
- 辻（つじ）
- 井上（いのうえ）
- 中村新田（なかむらしんでん）

## 人口・世帯

### 人口
総数 [単位： 人]
| 1891年（明治24年） | 2,744 |
| 1920年（大正 9年） | 3,226 |
| 1935年（昭和10年） | 3,675 |
| 1950年（昭和25年） | 4,809 |

### 世帯
総数 [単位： 世帯]
| 1920年（大正 9年） | 603 |
| 1935年（昭和10年） | 623 |
| 1950年（昭和25年） | 850 |

## 交通

### 鉄道
- 常総筑波鉄道（ → 関東鉄道）
  - ■ 常総線
    - 黒子駅